# 夏埠乡
夏埠乡，是中华人民共和国江西省鹰潭市月湖区下辖的一个乡镇级行政单位。

## 行政区划
夏埠乡下辖以下地区：
流洪村、姜家村、娄家村、夏埠村和祝家村。